# Honório Hermeto Carneiro Leão
Honório Hermeto Carneiro Leão, Marquês do Paraná (São Carlos do Jacuí, 11 de janeiro de 1801 – Rio de Janeiro, 3 de setembro de 1856) foi um estadista, diplomata e magistrado brasileiro. Paraná nasceu em uma família nobre da então capitania de Minas Gerais. Voltou para o Brasil depois de estudar na Universidade de Coimbra em Portugal e foi nomeado juiz em 1826 e depois elevado até um tribunal de apelação. Foi eleito em 1830 como representante de Minas Gerais na Câmara dos Deputados, sendo reeleito em 1834 e 1838 e mantendo o cargo até 1841.
Uma regência foi criada para governar o Brasil após a abdicação de D. Pedro I e durante a menoridade de seu filho, D. Pedro II, porém ela logo entrou em caos. Paraná formou um partido político em 1837 que ficou conhecido como o Partido Regressista, que depois se tornou o Partido da Ordem no início da década de 1840 e então o Partido Conservador na década seguinte. Ele e os seus partidários defendiam incondicionalmente a ordem constitucional e ajudaram o país a superar a regência infestada de disputas entre facções e rebeliões que poderiam facilmente o levar a uma ditadura. Ele foi nomeado em 1841 como Presidente da Província do Rio de Janeiro e no ano seguinte ajudou a acabar com uma revolta liderada pelo Partido Liberal. Ainda em 1842 foi eleito senador por Minas Gerais e nomeado por Pedro II para o Conselho de Estado. Paraná se tornou de facto em 1843 o primeiro Presidente do Conselho de Ministros, o primeiro-ministro, porém renunciou depois de se desentender com o imperador.
Depois de anos na oposição, Paraná foi nomeado em 1849 pelo governo nacional como Presidente da Província de Pernambuco a fim de investigar a Revolta Praieira do ano anterior e tentar realizar um julgamento justo para os rebeldes. Ele aceitou o posto depois de ter sido culpado por seus partidários pelos anos de oposição e tendo perdido muito de sua influência, acreditando que lá poderia reconquistar sua posição. A nação ficou pacífica internamente e Paraná foi enviado em 1851 ao Uruguai para formar uma aliança com o país e com as províncias argentinas rebeldes de Corrientes e Entre Ríos, com o objetivo de se opor à Confederação Argentina. A aliança foi um sucesso e Pedro II o elevou para a nobreza.
Ele foi nomeado novamente como Presidente do Conselho de Ministros em 1853, chefiando um gabinete muito bem sucedido e tornando-se o político mais poderoso do país. A reforma eleitoral que ele defendeu foi creditada como tendo minado os processos políticos nacionais e causando sérios danos para o sistema de governo parlamentar. Paraná enfrentou oposição da maioria de seus colegas, levando a uma divisão do partido Conservador sobre suas políticas. Ele morreu inesperadamente em 1856 de um estado febril desconhecido. Paraná é considerado como um dos políticos mais influentes de sua época.

## Início de vida

### Nascimento e infância
Honório Hermeto Carneiro Leão nasceu no dia 11 de janeiro de 1801 na freguesia de São Carlos do Jacuí, na então capitania de Minas Gerais, da colônia portuguesa do Brasil. Era filho de Antônio Neto Carneiro Leão e Joana Severina Augusta de Lemos. Ele foi nomeado em homenagem a Santa Honorata. Pelo lado paterno era descendente da poderosa família portuguesa Carneiro Leão, que se estabeleceu no Brasil no século XVII. Entretanto, seu pai não era próspero como seus parentes. Na época ele era um oficial militar  que tinha a patente de furriel. O progresso de sua carreira foi frustrado por sua personalidade. Era temperamental e tinha uma personalidade forte que certa vez fez com que fosse preso por insubordinação.
Honório Hermeto viveu primeiro em Paracatu e depois se mudou para Vila Rica (atual Ouro Preto), na época capital de Minas Gerais, onde passou sua infância e adolescência. Sua mãe morreu em 10 de fevereiro de 1806 e em 11 de janeiro do ano seguinte seu pai se casou com Rita de Cássia Soares do Couto, filha da irmã de sua falecida esposa. Honório Hermeto considerava Rita de Cássia como sua mãe e foi o pai dela, o coronel Nicolau Soares Couto, quem realmente o criou. Ele tinha uma irmã mais velha chamada Balbina, além de três meia-irmãs e um meio-irmão, Nicolau Neto Carneiro Leão (depois Barão de Santa Maria) do segundo casamento de seu pai.

### Educação
Honório Hermeto foi comissionado aos dezesseis anos no 2.º Regimento de Cavalaria, 1.º Companhia, como tenente e porta-bandeira. Seu pai se esforçou para que ele recebesse uma educação muito melhor do que seria esperado de uma família com limitações financeiras. Antônio Neto foi promovido a capitão em 1819 e sua renda aumentou, permitindo que enviasse o filho para Portugal em 1820 a fim de estudar direito na Universidade de Coimbra, assim encerrando a breve carreira militar de Honório Hermeto. Ele era um excelente estudante e ficou amigo de vários brasileiros, incluindo Paulino José Soares de Sousa (que se tornaria um de seus maiores aliados e mais tarde o Visconde do Uruguai) e Aureliano de Sousa e Oliveira Coutinho (mais tarde Visconde de Sepetiba).
Ele apoiou os constitucionalistas durante a Revolução liberal do Porto, que defendiam uma constituição para limitar os poderes da monarquia portuguesa, contra os absolutistas, que preferiam uma monarquia absoluta. Não se sabe se ele participou ativamente da revolta e, se foi o caso, até que ponto. Honório Hermeto também era membro de uma sociedade secreta chamada de A Gruta, fundada por estudantes brasileiros de Coimbra que tinham a intenção de transformar o Brasil em uma república. Seu republicanismo diminuiria com o tempo e ele acabaria se tornando um grande defensor da monarquia.
Honório Hermeto recebeu em 1824 seu bacharelato em direito, conseguindo um mestrado em 18 de junho de 1825. Ele trabalhou em uma firma de advocacia por alguns meses. Ele voltou para o Brasil em 8 de agosto abordo de um navio com outros formandos de Coimbra, dentre eles Aureliano Coutinho e Joaquim José Rodrigues Torres (que posteriormente fundaria o Partido Conservador com Honório Hermeto e se tornaria o Visconde de Itaboraí). O Brasil havia conseguido a independência durante o período em que Honório Hermeto esteve em Portugal e agora era o Império do Brasil.

## Entrada na política

### Magistrado e político
Honório Hermeto se casou em 20 de maio de 1826 com sua prima direta de dezessete anos Maria Henriqueta Neto, filha do irmão de seu pai, João Neto Carneiro Leme. Diferentemente do irmão, João Neto era um homem rico e influente. O casal teve cinco filhos: Honório, Henrique (mais tarde Barão do Paraná), Maria Emília, Maria Henriqueta e Pedro. O vantajoso casamento permitiu que Honório Hermeto virasse um dono de escravos, assumindo os negócios do tio, que incluíam comércio de escravos, e mais tarde na década de 1830 comprasse um engenho de café na província do Rio de Janeiro. O café estava se tornando o mais importante produto exportador do Brasil e tinha colheitas extremamente lucrativas.
Honório Hermeto foi atrás de uma carreira judicial, um curso de vida aberto para brasileiros do século XIX que se tornaram abastados através de conexões familiares e patronagens; havia também expectativas sobre entrar na política. Ele foi nomeado Juiz de Fora (magistrado) em 14 de outubro de 1826 para um mandato de três anos, tendo jurisdição sobre três vilarejos na província de São Paulo. Dois anos depois, em 25 de agosto, deixou São Paulo quando foi promovido a Auditor da Marinha na cidade do Rio de Janeiro, a capital do império. Seus períodos em São Paulo e no Rio de Janeiro lhe ajudaram a conseguir conexões. O imperador D. Pedro I nomeou Honório Hermeto no final de 1828 para o cargo de Ouvidor e um ano depois para Desembargador, cargo que ele manteve até se aposentar em 1848.
Depois de se estabelecer na capital, Honório Hermeto fez campanha em 1829 para a Câmara dos Deputados como representante de sua província natal Minas Gerais. Foi eleito e seu mandato começou em abril de 1830. Tornou-se membro do Partido Liberal, que se opunha a Pedro I e suas políticas. Ele teve um papel discreto durante seus primeiros anos como deputado, sendo ofuscado por Bernardo Pereira de Vasconcelos, o líder dos deputados de Minas Gerais. Honório Hermeto era baixo, magro, de cabelos escuros e com um distúrbio da fala, sendo assim uma figura pouco imponente à primeira vista. Entretanto, era temperamental, opinativo e, muitas vezes, mordaz, assim como o pai. Más Honório Hermeto também tinha auto-confiança e um poderoso carisma, sendo enérgico, inteligente, perspicaz e um líder nato.

### Defensor da constituição

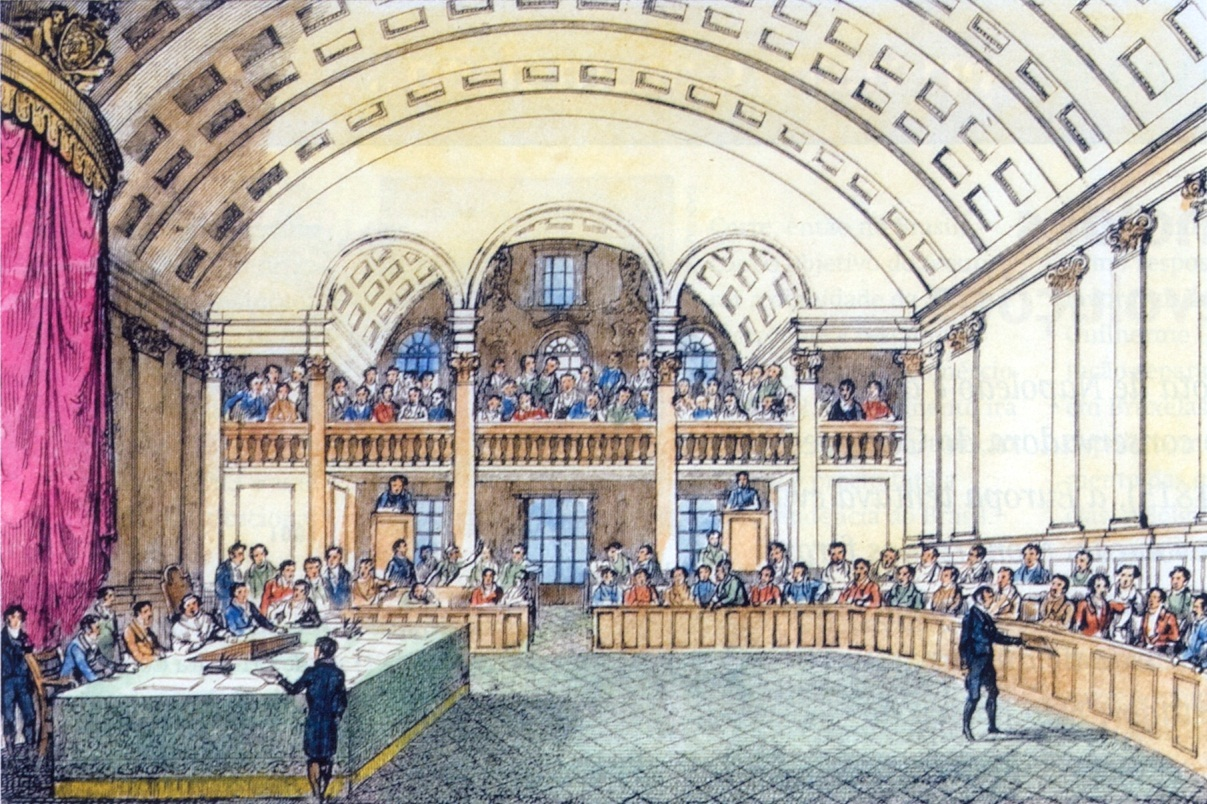
A Câmara dos Deputados do Brasil no parlamento do império.

A posição política de Pedro I estava se enfraquecendo cada vez mais e ele abdicou do trono em 7 de abril de 1831, partindo então para a Europa. A ala radical do Partido Liberal se separou já que não tinham mais uma causa comum na pessoa do ex-imperador, e o partido assumiu o nome de Partido Moderado. Enquanto isso, uma regência com pouca autoridade efetiva foi criada já que o novo imperador D. Pedro II era apenas uma criança de cinco anos. Isso acarretou nove anos de caos, tempo em que o país foi atormentado por rebeliões e tentativas de golpe iniciadas por facções políticas descontroladas. Honório Hermeto teve um papel importante na prevenção de duas grandes crises. A primeira ocorreu em 19 de julho de 1831, quando um grupo de oficiais militares insubordinados apresentou a Câmara dos Deputados uma lista de 89 pessoas, incluindo alguns senadores, quem eles queriam que fossem deportados. Nesse momento Honório Hermeto se levantou e foi para o centro da câmara. Quando adulto, Pedro II se lembraria que "a sua exposição era incorreta, e gaguejava; mas tornava-se fluente quando excitado e em todas as circunstâncias sempre os seus argumentos eram cerrados, e alguém dizia, com espírito, que o Marquês de Paraná, quando gaguejava, gaguejava argumentos".
Honório Hermeto evitou a ameaça ao realizar quatro discursos em apenas um dia, em que pediu para o governo recusar as exigências ilegais. Ele falou que "mas nem o senador, nem o cidadão mais pobre da última classe pode ser deportado, sem ser convencido e sentenciado", e concluiu afirmando que "a constituição estabelece direitos e obrigações, e os cidadãos para conservarem os primeiros devem satisfazer as segundas, assim como se cumprem com estas, ninguém pode privá-los dos primeiros. Ainda quando o cidadão for malvado devem respeitar-se os seus direitos, já que esses não pertencem a ele mas sim a todos". Apenas um dos deputados não concordou com Honório Hermeto e o incidente foi resolvido, com vários batalhões sendo dissolvidos.
A segunda crise apareceu em 30 de julho de 1832. Uma emenda constitucional com grandes reformas foi votada e aprovada pela Câmara dos Deputados, porém ainda enfrentava oposição no Senado. Diogo Antônio Feijó e Aureliano Coutinho, ambos Moderados, planejaram então um golpe de estado. A conspiração tinha Feijó assumindo poderes ditatoriais e implementando a emenda imediatamente, burlando assim o Senado completamente. Alguns deputados moderados, trabalhando com Feijó, trouxeram uma proposta para a Câmara em que o parlamento fosse transformado em uma assembleia constituinte e que uma nova constituição fosse adotada. Honório Hermeto convocou seus colegas deputados para manterem a constituição e realizarem mudanças apenas através dos canais legais apropriados: "Nós não precisamos ferir a ordem legal e os princípios [constitucionais]: podemos criar leis justas ... e na respeitada constituição temos meios seguros e legais para dar a nação o que ela quer". Ele então pediu, "não vamos violá-la [a constituição], já que é nossa única salvaguarda". Ele liderou os deputados e, ao derrotar a proposta inconstitucional, o golpe foi evitado e esmagado.

## Conservadorismo

### Gênese do partido

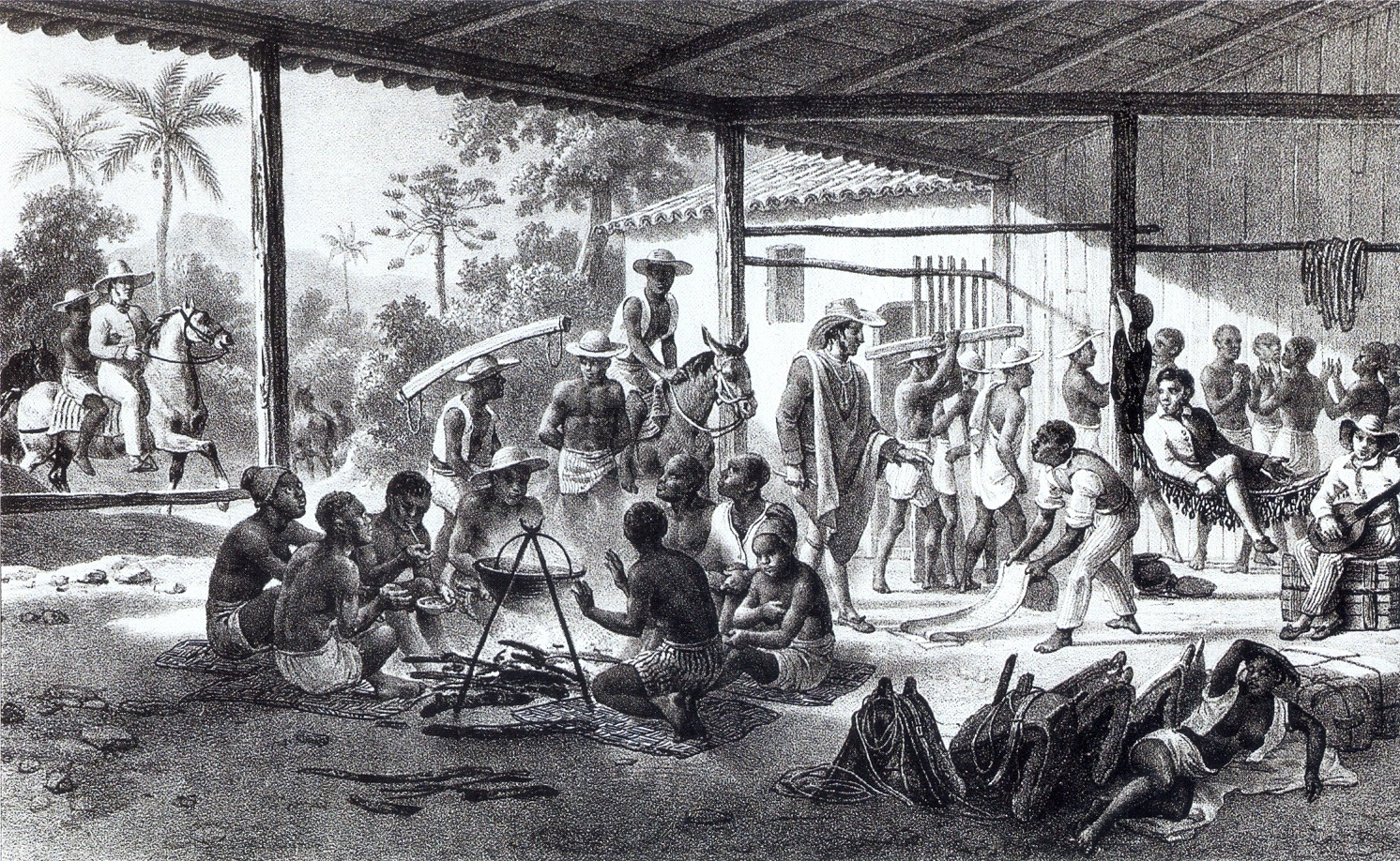
Escravos descansando a caminho das fazendas. O partido de Honório Hermeto tinha ligações próximas com famílias de fazendeiros e mercadores de cujos negócios a escravidão era um componente chave.

Então já um político de destaque, Honório Hermeto foi nomeado em 13 de setembro de 1832 como Ministro da Justiça, efetivamente tornando-se o chefe do gabinete imperial. Ele renunciou depois de oito meses para evitar ser pego em um tumulto em Minas Gerais em que um de seus parentes foi envolvido. Vasconcelos desafiou a posição de Honório Hermeto em seu distrito eleitoral, danificando sua reputação ao circular rumores sobre seu envolvimento no caso. Ele abriu mão do cargo em 14 de maio de 1833 para concentrar-se em fortalecer sua posição em Minas Gerais, acabando por vencer outra eleição para deputado.
Foi promulgada em 12 de agosto de 1834 uma emenda constitucional conhecida como Ato Adicional, que realizava reformas ainda maiores que aquelas que serviram de catalisadores para a tentativa de golpe de 1832. O ato teve resultados catastróficos. Os governos locais criaram novos conflitos com os partidos políticos. As ambições de políticos locais foram apenas estimuladas quando mais poder foi cedido para os governos provinciais, com o resultado sendo rebeliões no norte e sul do império. Os partidos que dominavam as províncias ganharam controle sobre os sistemas político e eleitoral. Os partidos que perderam rebelaram-se e tentaram tomar o poder pela força já que não queriam ser excluídos.
Honório Hermeto e vários outros Moderados votaram contra o Ato Adicional por acreditarem que tantas reformas iriam causar mais mau do que bem. O Partido Moderado estava entrando em desordem. Honório Hermeto foi levado a liderar os dissidentes conservadores a seceder do partido quando Feijó conseguiu chegar a posição de único regente no início de 1835. Ele queria evitar aquilo que descreveu como o "triunfo do mesmo traidor que fez o 30 de julho [a tentativa de golpe de 1832] rasgar desonhorsamente a Regência que o havia nomeado".
A oposição conservadora contra Feijó tinha ligações próximas com fazendeiros de café e cana, além de mercadores do Sudeste e Nordeste do Brasil. Esse grupos possuíam grande influência política, social e econômica. Eles começaram a perceber que seus interesses estavam melhores alinhados com homens como Honório Hermeto, fazendeiros assim como eles – pessoas que apoiavam o comércio de escravos e desejavam um estado centralizado capaz de impor ordem. Honório Hermeto engoliu seu orgulho e colocou de lado sua inimizade com Vasconcelos a fim de conseguir uma aliança. A oposição conservadora nasceu no final de 1834 e foi chamada de Partido Regressista em 1837 por Feijó e seus aliados, sendo a gênese daquilo que se desenvolveria no Partido da Ordem em 1843 e finalmente no Partido Conservador por volta de 1853.

### Líder do partido na câmara

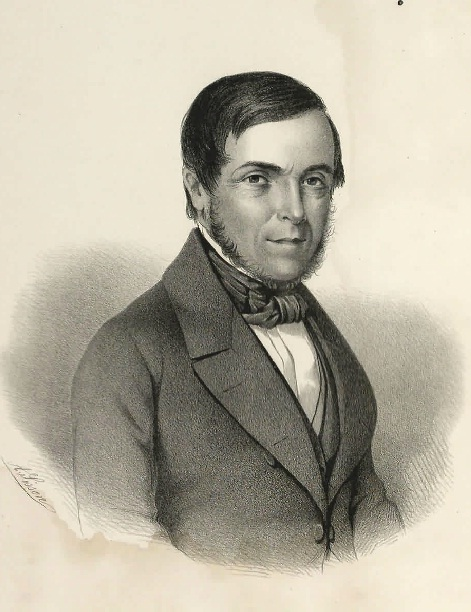
Honório Hermeto ca. 1833.

A administração de Feijó foi incapaz de suprimir as revoltas no norte e no sul do país. A credibilidade e o apoio do seu governo desapareceram por volta de 1837. Feijó renunciou em agosto e o Regressista pernambucano Pedro de Araújo Lima (depois Marquês de Olinda) tornou-se regente interino, sendo no ano seguinte eleito oficialmente para o cargo. Ele nomeou seus colegas de partido para posições no ministério. Honório Hermeto foi reeleito para outro mandato em 1838 e permaneceu na Câmara dos Deputados como líder do partido para apoiar o gabinete Regressista. O Partido Moderado estava cada vez mais fraco e acabou se desfazendo, com os aliados de Feijó indo para outros grupos que não partilhavam seus princípios e ideologias. Essas alianças se desenvolveram durante o final da década de 1830 e início da de 1840 até resultarem em um segundo Partido Liberal.
O Partido Regressista começou passando a Lei Interpretativa do Ato Adicional, que foi seguida pela reforma do Código do Procedimento Criminal. Ambas as leis permitiriam que o governo nacional retomasse o controle da polícia e dos tribunais provinciais. Elas dariam meios para que as rebeliões fossem lidadas com mais efetividade e dariam ao governo nacional um maior domínio sobre os governos provinciais. Em troca, o partido no poder ganharia maior ascendência na política nacional através de patronagem a nomeações para cargos. Os Liberais começaram a defender que Pedro II deveria chegar na maioridade mais cedo por temerem que seus adversários pudessem ficar no poder indefinidamente. Eles esperavam reconquistar sua influência ao descartar a regência e lidar diretamente com um jovem imperador manipulável. O Partido Liberal acabou se aliando a Facção Áulica, liderada por Aureliano Coutinho.
Honório Hermeto viu esse novo movimento da maioridade como uma "tentativa ... igual àquela do 30 de julho". Assim como em 1832, ele criou sua defesa baseado na constituição contra a nova ameaça ao sistema político. Ele propôs em maio de 1840 uma emenda constitucional que permitiria que o monarca chegasse na maioridade mais cedo e assumisse poderes totais. O lento processo de aprovação garantiria que o Partido Regressista permanecesse no poder pelo menos até 1842, quando o mandato de regente de Araújo Lima terminaria. As sessões da câmara tiveram debates cada vez mais calorosos e caóticos, e Honório Hermeto acabou retirando sua proposta ao enfrentar uma feroz resistência por parte dos Liberais. As pressões políticas e populares, incluindo até ameaças de violência, levaram a declaração inconstitucional em 23 de julho de 1840 que Pedro II havia alcançado a maioridade aos catorze anos de idade, evento que ficou conhecido como o Golpe da Maioridade.

## Ascensão e queda

### Revoltas Liberais

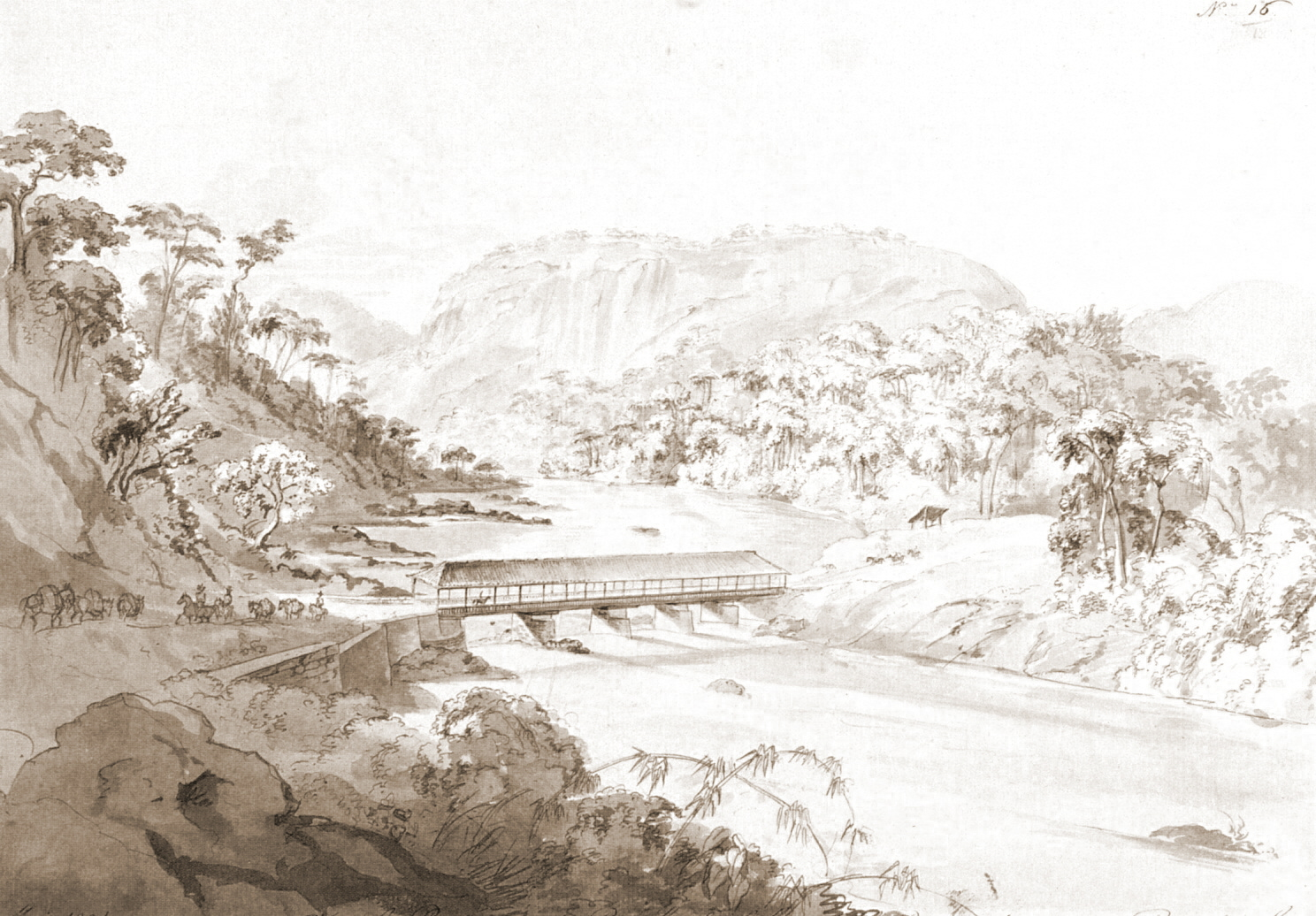
O rio Paraíba do Sul, a divisa do Rio de Janeiro e Minas Gerais. Por Johann Moritz Rugendas em 1830.

A coalizão Liberal-Áulica formou-se a partir dos pressupostos poderes totais de Pedro II e convocou eleições nacionais para mandatos começando em 1842. As votações foram acompanhadas por violências e fraudes. Honório Hermeto perdeu a eleição e deixou o posto de deputado federal. O gabinete Liberal-Áulico não durou muito e seus ministros começaram a apresentar suas renúncias. Um novo gabinete foi formado em 23 de março de 1841 e tinha Aureliano Coutinho da Facção Áulica e ministros tirados do Partido Regressista.
Com a volta do Partido Regressista ao poder, Pedro II nomeou Honório Hermeto para o prestigiado Conselho de Estado. Em seguida foi nomeado por Carta Imperial, em 4 de outubro de 1841, como Presidente da Província do Rio de Janeiro, assumindo o cargo em 1 de dezembro, cargo que exerceu até 20 de fevereiro de 1843, ocasião em que tomou posse de sua cadeira de Senador Vitalício. À frente do governo fluminense, tomou importantes providências, no sentido de impedir a propagação, em território fluminense, dos movimentos revolucionários de 1842, em Minas e São Paulo, guarnecendo as fronteiras da Província com forças militares que, posteriormente, infiltraram-se em território mineiro para dar combate aos revoltosos. Além disso, cuidou da instrução pública, da abertura e melhoramento de estradas, da segurança pública, do desenvolvimento da lavoura cafeeira. Grande animador da arte teatral, contratou com o ator João Caetano dos Santos a compra do Teatrinho Niteroiense, o qual foi inteiramente remodelado e reaberto na noite de Natal de 1842, com o nome de Teatro Santa Teresa, em homenagem à Imperatriz Teresa Cristina.
O imperador, seguindo a recomendação do conselho, dissolveu em maio de 1842 a nova Câmara dos Deputados eleita nas eleições fraudulentas antes mesmo dela se reunir pela primeira vez. Honório Hermeto concorreu ao Senado ao invés de tentar novamente uma reeleição, ficando dentre os três candidatos com maior número de votos, sendo selecionado por Pedro como o senador representante de Minas Gerais. Ele renunciou do cargo de presidente do Rio de Janeiro e assumiu seu lugar no senado em 2 de janeiro de 1843 junto com seu rival Aureliano Coutinho, que havia sido eleito senador pela província de Alagoas.
Os Liberais não aceitaram a derrota. Três revoltas começaram em maio e junho de 1842 nas províncias de São Paulo, Rio de Janeiro e Minas Gerais. Os revoltosos chagaram até a fazer de reféns o pai e o tio/sogro de Honório Hermeto. Como presidente ele comandava a Guarda Nacional e viajou pela província para organizar as respostas. Ele avançou em 1 de julho para Ouro Preto, derrotando os revoltosos e libertando seus familiares. Honório Hermeto então uniu suas forças com as de Luís Alves de Lima e Silva, Barão de Caxias (futuro Duque de Caxias), que comandava as Guardas Nacionais de São Paulo e Minas Gerais e era casado com uma prima distante de Honório Hermeto. Os últimos revoltosos foram facilmente derrotados e as revoltas estavam suprimidas em agosto. Entre os líderes rebeldes estava Feijó, que foi preso e morreu pouco depois em 1843. Enquanto Honório Hermeto voltava para o Rio de Janeiro atravessando Minas Gerais, ele foi recebido com celebrações por parte da população.

### Conselho de Ministros
Mais informações: Gabinete Paraná

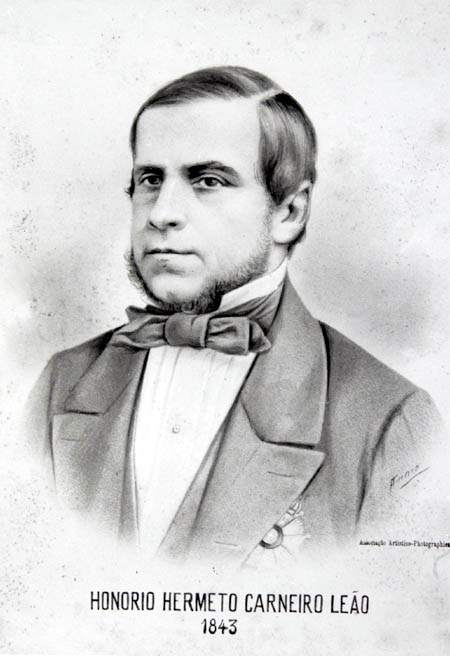
Honório Hermeto em 1843.

O Partido Regressista foi renomeado para Partido da Ordem em algum momento de 1843 para se distinguir daqueles que os Regressistas viam como Liberais "indisciplinados". Os membros do Partido da Ordem eram conhecidos como saquaremas. O nome também refletia a maturação dos princípios que o partido há muito defendia: liberalismo, excepcionalismo, preservação da autoridade do estado e uma monarquia parlamentar representativa. Pedro II nomeou Honório Hermeto em 20 de janeiro de 1843 para chefiar o novo gabinete. Ao selecionar pessoalmente os membros ele se tornou de facto o primeiro primeiro-ministro do Brasil. Antes disso, era o próprio imperador ou o regente quem nomeava os ministros. Quatro anos depois, seguindo o precedente de Honório Hermeto, o cargo de primeiro-ministro seria instituído formalmente com o título de "Presidente do Conselho de Ministros".
Honório Hermeto pediu um ano depois em janeiro de 1844 para Pedro II dispensar o inspetor da alfândega do Rio de Janeiro, Saturnino de Sousa e Oliveira Coutinho, irmão mais novo de Aureliano Coutinho. Honório Hermeto havia estudado na mesma classe que Aureliano Coutinho e Saturnino Coutinho em Coimbra. Porém, as relações ruins com Aureliano Coutinho não eram apenas o resultado da rivalidade política dos dois estadistas ambiciosos. Honório Hermeto nutria um grande ódio por ele devido o seu papel na tentativa de golpe de julho de 1832 e no Golpe da Maioridade. Honório Hermeto novamente pressionou pela dispensa de Saturnino Coutinho e foi recusado mais uma vez, porém disse que "um menino não tem o direito de irritar homens no serviço da nação, mesmo se esse menino seja o Imperador". Pedro II ficou ofendido e se recusou a dispensar Saturnino Coutinho.
Ao invés de aceitar a decisão do imperador ele entregou sua renúncia junto com as de seus colegas. Pedro II ficou perplexo pelo comportamento e comentou anos depois lembrando do incidente que "Paraná não se curvava!". O imperador então pediu para os Liberais formarem um novo gabinete. Honório Hermeto e o Partido da Ordem ficaram em oposição ao Partido Liberal e à Facção Áulica pelos cinco anos seguintes. Para os saquaremas isso significou aguentar "novas eleições, resultados fraudulentos, represálias partidárias e mudanças políticas". Apenas alguns conseguiram ser eleitos para a Câmara dos Deputados durante esse período. Toda a culpa do desastre caiu em cima de Honório Hermeto. Ele perdeu boa parte de sua influência no partido, mesmo apenas Vasconcelos como o político mais velho tendo as qualificações dentro do Partido da Ordem para desafiá-lo.

## Missões especiais

### Revolta Praieira

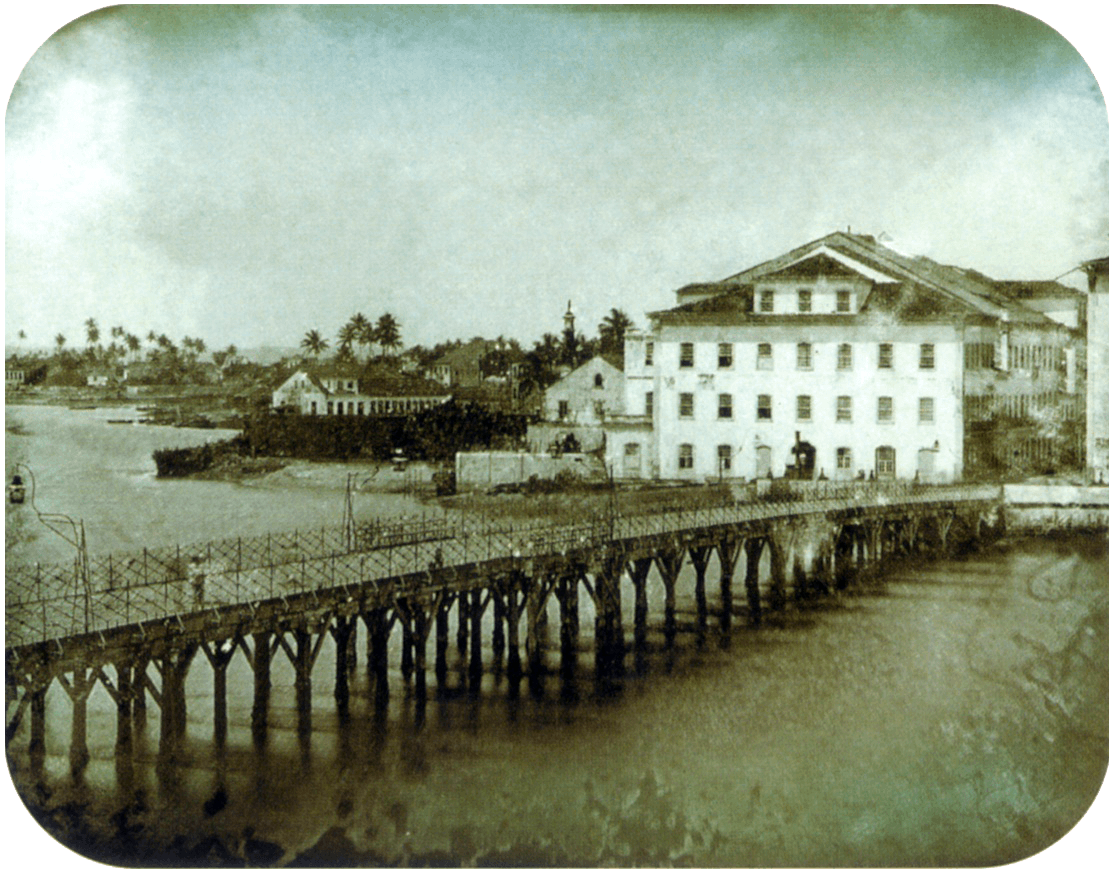
Recife, capital de Pernambuco, depois da Revolta Praieira. Por Charles DeForest Fredericks.

A aliança Liberal-Áulica manteve um domínio quase absoluto da política brasileira por vários anos. Entretanto, Pedro II cuidadosamente retirou membros da Facção Áulica de posições importantes por volta de 1847. A influência de Aureliano Coutinho praticamente acabou quando o imperador o baniu implicitamente de participar nas tomadas de decisões políticas. O monarca então partiu contra os Liberais. De 1844 a 1848 o Brasil tinha visto sucessivos gabinetes Liberais, todos marcados por conflitos internos. Pedro II pediu em setembro de 1848 para o Partido da Ordem formar um novo governo.
A ascensão dos saquaremas significou a retirada de Liberais que haviam sido nomeados para cargos executivos e judiciais, como era normal quando um novo partido chegava no poder. A facção Liberal mais radical da província de Pernambuco, conhecida como o Partido da Praia, fez preparações abertas para uma revolta a fim de retomar o poder pela força. A rebelião permaneceu limitada e foi suprimida em fevereiro de 1849. Honório Hermeto foi nomeado presidente da província de 2 de julho de 1849 a 8 de maio de 1850 com o objetivo de pacificar a região ao restringir atos de vingança e colocando seu apoio em julgamentos justos para todos os revoltosos. Ele havia observado o efeito que o ostracismo, tanto por parte de Pedro II quanto dos líderes saquaremas, haviam tido na carreira de Vasconcelos. Honório Hermeto aceitou o cargo, ansioso "para reconquistar o favor do imperador e fortalecer sua posição dentre seus colegas de partido".
Ele ficou desanimado com o que viu em Pernambuco, um província longe da capital, más uma das mais importantes para o país. Chefes políticos locais estavam alinhados com o Partido da Ordem ou com o Partido Liberal, porém eram na sua maior parte afiliações nominais. As oligarquias locais disputavam entre si há séculos pelo poder. Para eles, pouco significavam os princípios políticos, como aqueles pregados pelos líderes saquaremas nacionais. Suas ambições políticas estavam no clientelismo e na aniquilação de seus rivais locais. Honório Hermeto se viu no meio de uma permanente luta pelo poder entre fazendeiros aristocratas que queriam exercer o controle provincial.

### Guerra do Prata

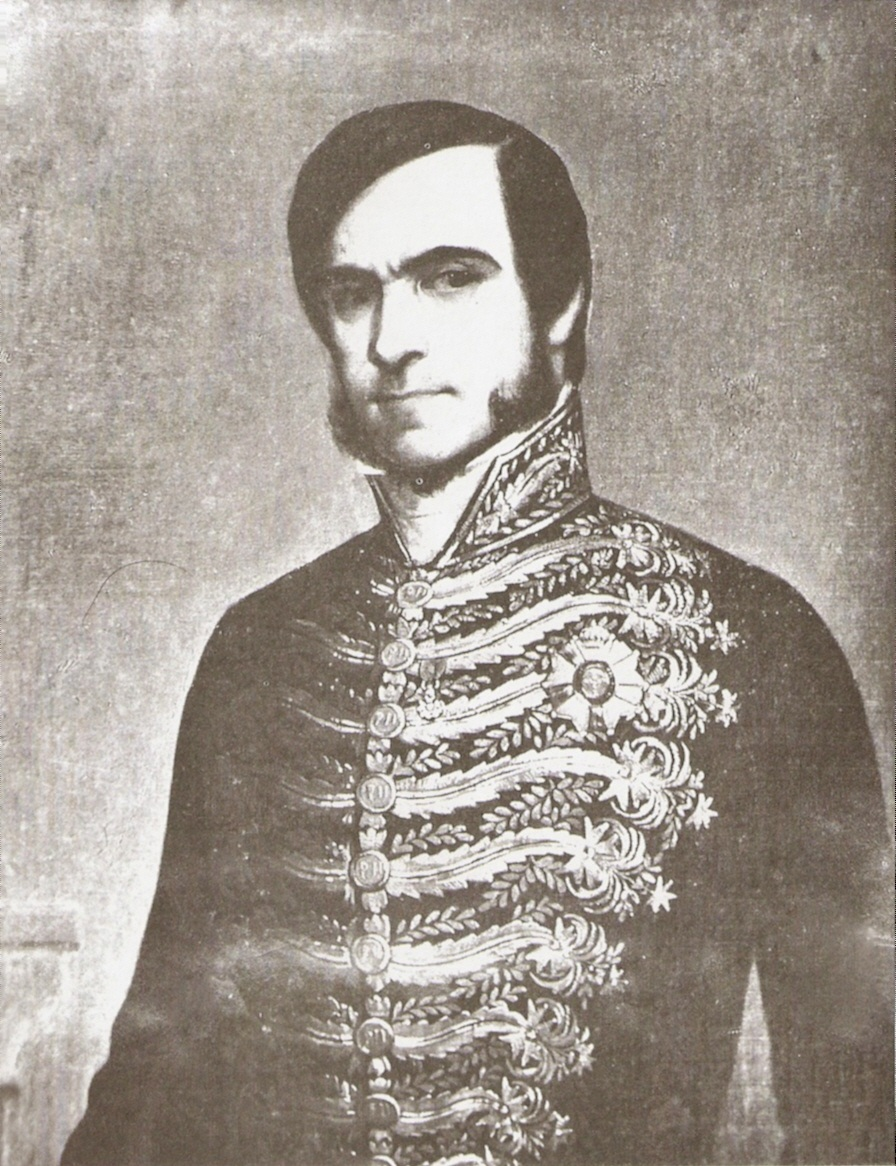
Honório Hermeto c. 1850.

Honório Hermeto voltou para o Rio de Janeiro por volta da metade da década de 1850. Seus meses em Pernambuco foram insuportáveis. Ser nomeado presidente de uma província era considerado uma grande realização para um político jovem, porém não adicionava nenhuma reputação para um político experiente e membro fundador de um partido. Ao invés de estar no centro do poder ele foi colocado na humilhante posição de ter de se submeter a um gabinete formado por homens com menos experiência, como Joaquim José Rodrigues Torres (futuro Visconde de Itaboraí), Paulino José Soares de Sousa (posterior Visconde do Uruguai e colega de Honório Hermeto em Coimbra) e Eusébio de Queirós. Era particularmente difícil ser subordinado a Paulino Soares e Eusébio de Queirós, protegidos quem Honório Hermeto ajudou durante a década de 1830. Suas ações em Pernambuco eram frequentemente revistas e anuladas pelo gabinete, frequentemente sendo Eusébio de Queirós quem liderava as críticas.
Já que o Brasil havia sido pacificado após a Revolta Praieira, o governo voltou sua atenção para as tensões cada vez maiores com seu vizinho do sul, a Confederação Argentina. Paulino Soares, que havia atuado como Ministro das Relações Exteriores, decidiu forjar alianças com o Uruguai e o Paraguai, nações que também viam as ambições do ditador argentino Juan Manuel de Rosas como ameaças. Um exército comandado por Caxias cruzou para o Uruguai em 1851. Mais de um ano havia se passado desde o retorno de Honório Hermeto de Pernambuco quando foi nomeado como ministro plenipotenciário na região da Prata. Ele e um enviado uruguaio assinaram em 12 de outubro de 1851 um tratado no Rio de Janeiro estabelecendo a fronteira internacional entre os dois países. O acordo exigia que o Uruguai abandonasse sua reivindicação a algumas áreas disputadas em troca do auxílio brasileiro na guerra contra a Argentina.
Honório Hermeto partiu em 23 de outubro para Montevidéu. Ele escolheu José Maria da Silva Paranhos (mais tarde Visconde do Rio Branco) para ajudá-lo. Paranhos era um jovem brilhante que fora membro do Partido Liberal e um protegido de Aureliano Coutinho. A escolha era um sinal claro de Honório Hermeto para os membros do gabinete sobre sua independência. Ele assinou um tratado de aliança em 21 de novembro com o Uruguai e as províncias argentinas rebeldes de Corrientes e Entre Ríos. Os aliados derrotaram Rosas em 3 de fevereiro de 1852 e ele fugiu para o Reino Unido. Como recompensa, em junho Pedro II deu a Honório Hermeto o título de Visconde do Paraná. O nome vinha do rio Paraná, um afluente do rio da Prata, sobre o qual foram assegurados direitos de livre passagem para embarcações brasileiras após a queda de Rosas.

## Gabinete de Conciliação

### Primeiro-ministro

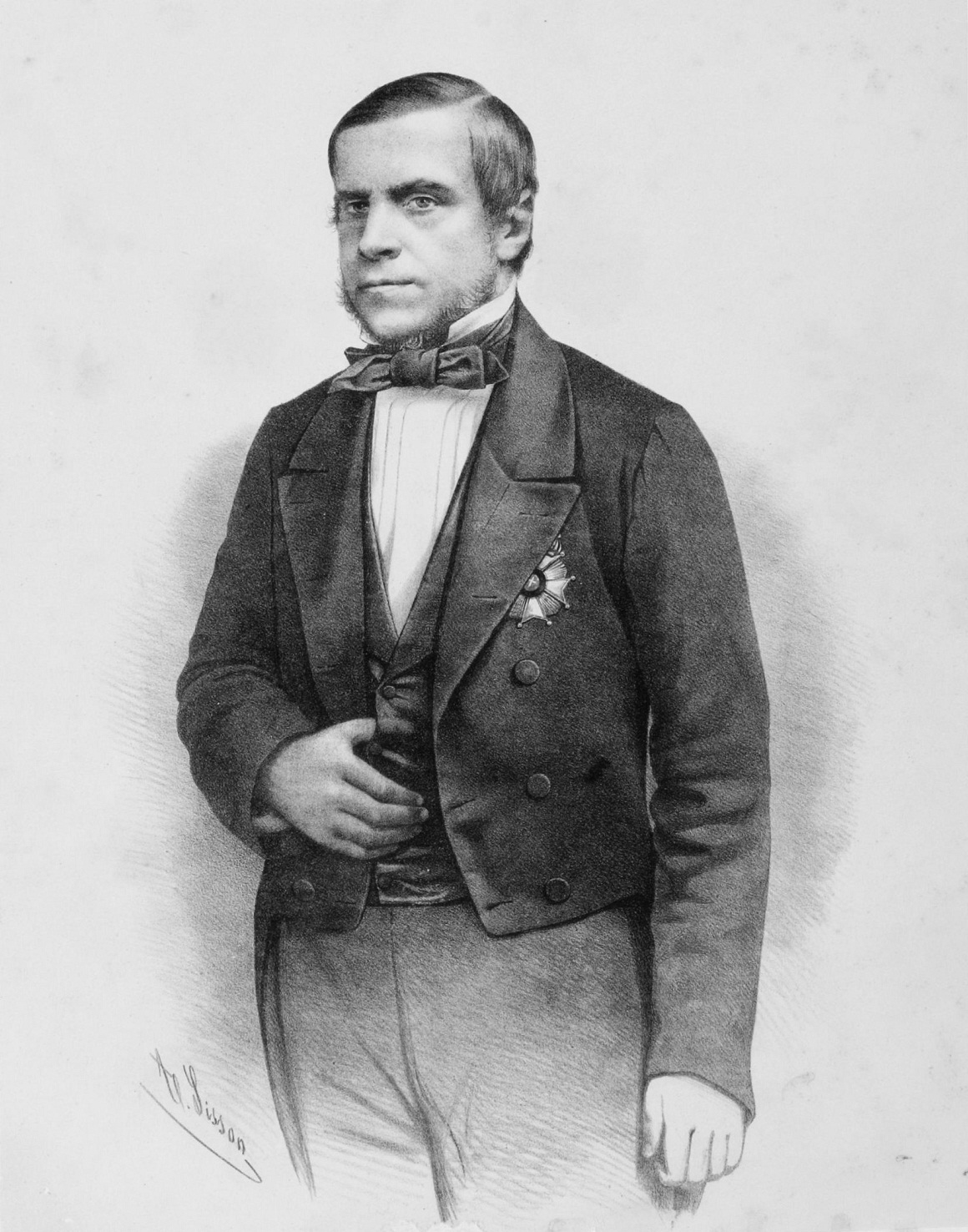
Honório Hermeto c. 1855.

Após anos de frustração, Honório Hermeto (ou Paraná, como ficou conhecido) tinha finalmente reconquistado o prestígio que outrora teve dentre seus colegas. Ele havia liquidado os negócios de comércio de escravos do tio e usado o dinheiro para se tornar em 1836 dono de uma plantação de café. A terra comprada ficava nos morros entre o Rio de Janeiro e Minas Gerais. Apesar de Paraná ser veementemente contra a abolição do comércio transatlântico de escravos africanos, a importação de escravos foi abolida em 1850 pela Lei Eusébio de Queirós. A proibição da importação parece não ter tido nenhum impacto nos negócios particulares de Paraná; por volta de 1852 ele havia se tornado um homem rico. Ele também casou seu filho Honório com a sobrinha de Rodrigues Torres, dessa forma estabelecendo uma ligação entre sua família e a aristocracia fazendeira carioca.
O Partido da Ordem ficou amplamente conhecido por volta de 1853 como o Partido Conservador. Pedro II chamou Paraná ao Palácio Imperial de São Cristóvão em 6 de setembro de 1853 e pediu para ele organizar um novo gabinete. Os dois homens finalmente haviam feito as pazes depois de quase dez anos. O imperador queria avançar com seu próprio programa: a conciliação e melhoramentos. As reformas de Pedro II tinham a intenção de promover menos partidarismo político e avançar a infraestrutura e o desenvolvimento econômico. Ao invés de inaugurar um governo liderado pelo Partido Conservador, o imperador nomeou o principal Conservador "para liderar uma reforma administrativa não-partidária a fim de realizar desenvolvimentos materiais".
Paraná nomeou políticos que tinham poucas ou nenhuma ligações com os saquaremas para preencher os ministérios do gabinete. Esses homens eram mais leais ao imperador que ao partido, muito novos no Partido Conservador para terem formado ligações próximas com os antigos saquaremas ou antigos Liberais que haviam desertado depois da Revolta Praieira. Dois ex-Liberais conseguiram posições no gabinete, incluindo Paranhos, quem Paraná havia conseguido um assento na Câmara dos Deputados. Outras nomeações foram para saquaremas cuja lealdade pessoal a Pedro II era primordial. Dentre eles estava Caxias, com quem Paraná havia desenvolvido uma relação de trabalho e depois uma amizade próxima. O "Gabinete de Conciliação" resultante devia suas principais lealdades ao imperador e a Paraná ao invés de ao Partido Conservador. Esse gabinete dessa forma representava uma ruptura com as visões Regressistas do antigo Partido da Ordem, apesar de ainda sob uma bandeira partidária que incluía membros da velha guarda.

### Reformas eleitorais

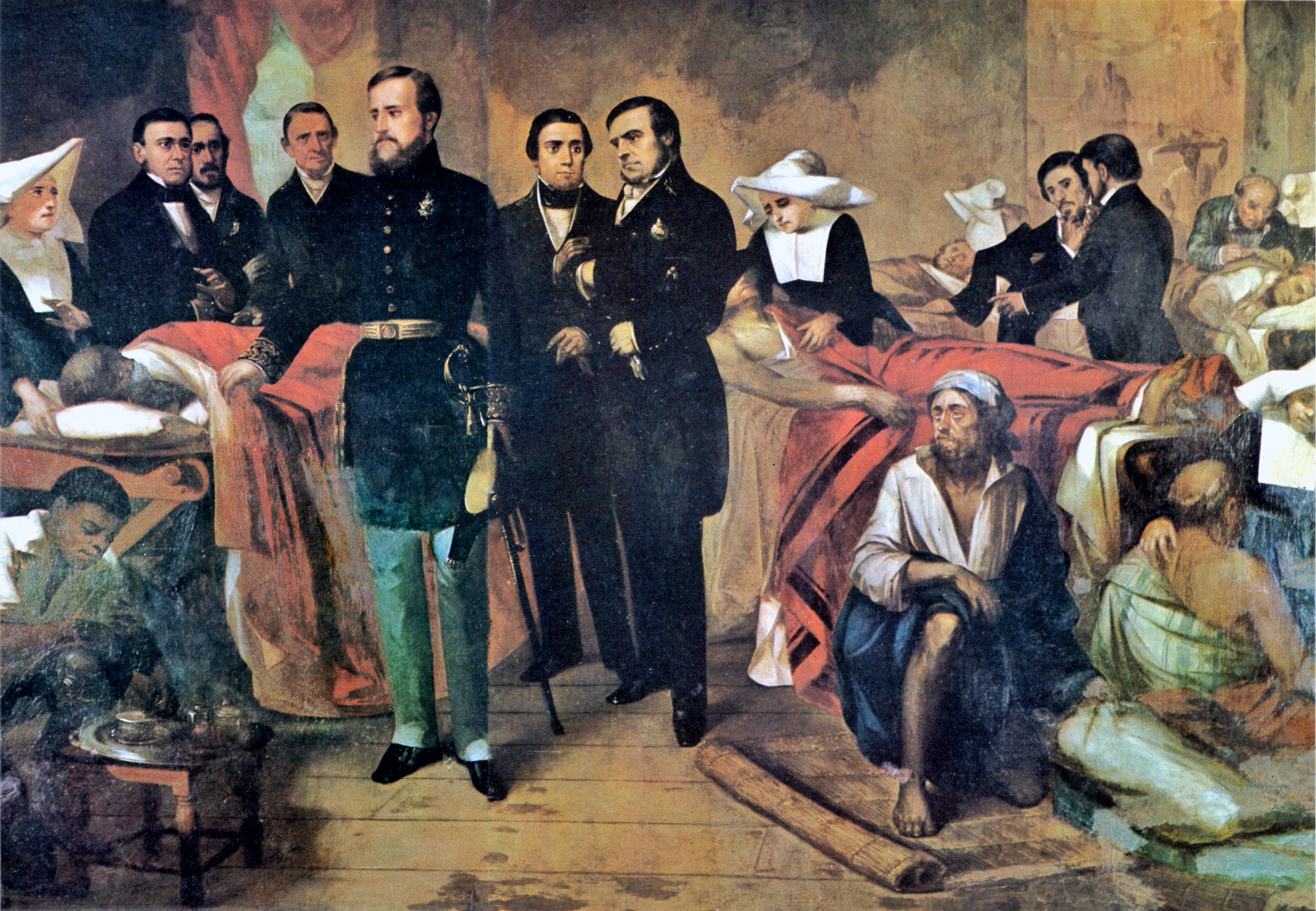
Pedro II (esquerda), Paraná (centro) e outros ministros visitam vítimas de cólera em 1855. Por François-René Moreaux em 1867.

O gabinete se formou no final de 1853, porém apenas enfrentou o parlamento quando este se reuniu em maio. Paraná apresentou um projeto de lei para reformar o Código de Procedimento Criminal, que já havia sido reformado em 1841. Procurando apoio ele foi longe a ponto de ajudar Liberais nas eleições provinciais de 1854. A oposição da maioria dos saquaremas a reforma judicial foi tão feroz que um ano depois Paraná (que fora elevado a marquês) recuou e implicitamente retirou o projeto.
Quase ao mesmo tempo ele apresentou um projeto de reformas eleitorais que também recebeu oposição veemente por parte dos saquaremas. O historiador Jeffrey D. Needell afirma que os saquaremas "viram ele, um de seus próprios chefes, escolher um gabinete de homens relativamente fracos, homens que ele podia dominar. Eles viram um ataque explícito no governo partidário e nos acordos partidários, usando apenas clientelismo para garantir apoio. Eles viram que a lealdade dos ministros era principalmente para Paraná, o Imperador e uma abordagem não-partidária de clientelismo (que ipso facto, rebaixou o partido e fortaleceu o gabinete)". Os saquaremas tiveram dificuldade em aceitar que o auxílio do gabinete estava sendo desviado deles para candidatos Liberais em eleições provinciais e nacionais, em uma tentativa de garantir mais apoio às iniciativas do governo.
Paraná viu em primeira mão durante seu tempo em Pernambuco como os princípios partidários eram vistos como irrelevantes e ignorados nos níveis provinciais e locais. Um gabinete poderia ganhar o apoio de chefes locais para candidatos nacionais usando apenas o clientelismo. Paraná não precisava do apoio dos saquaremas por poder encontrá-lo em outros lugares. Durante toda sua vida ele conseguiu colocar de lado ressentimentos passados quando isso poderia criar oportunidades de alianças. Como Eusébio de Queirós disse sobre Paraná: "como todos os homens de temperamento forte, ele tende a exagerar sua generosidade com seus inimigos conquistados do que em acomodações para conquistar amigos".

### Apogeu e morte

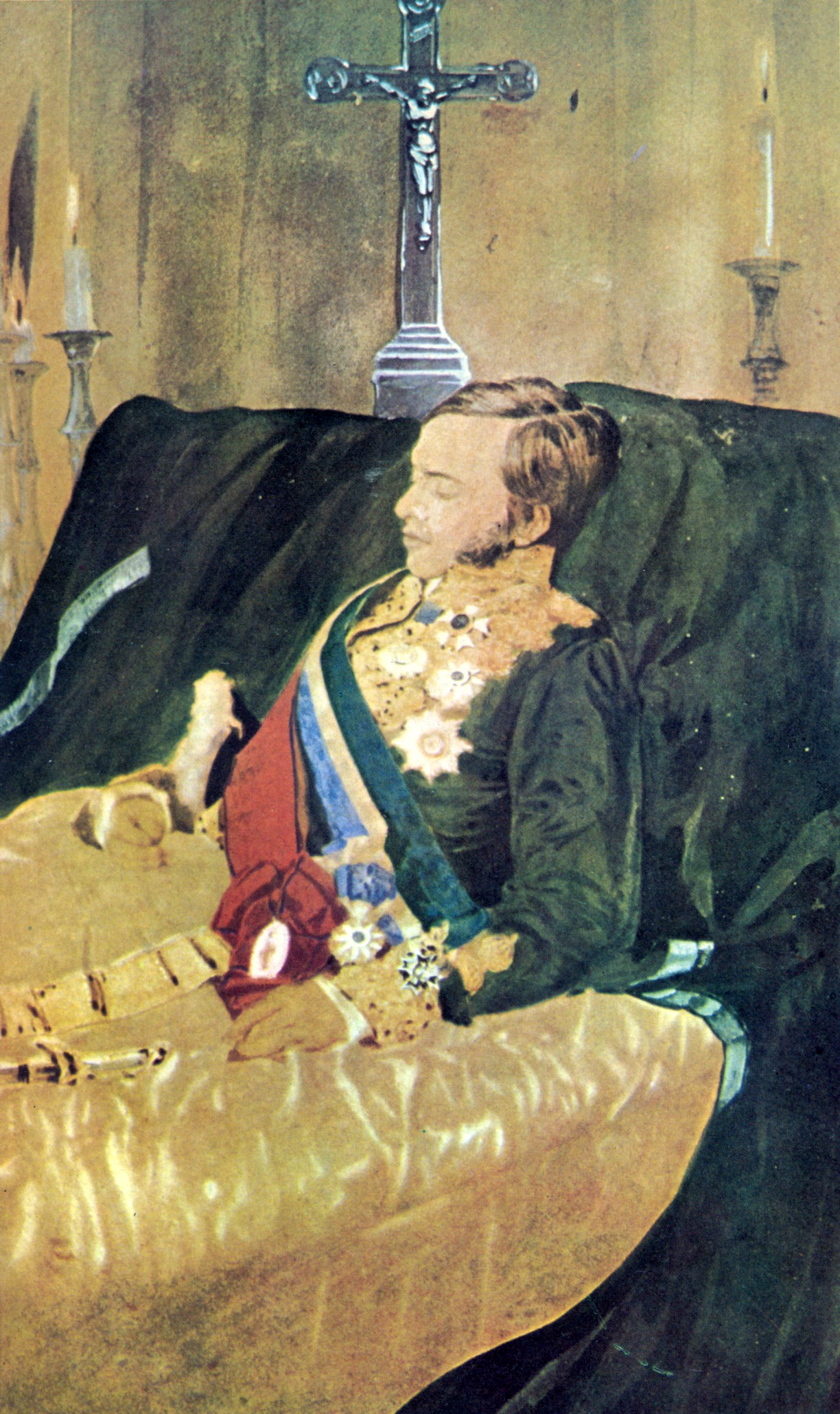
Paraná em seu leito de morte. Por Clément Thérier em 1856.

No final, tanto o senado quanto a câmara aprovaram por uma pequena margem a reforma eleitoral – que ficou conhecida como Lei dos Círculos. A maioria dos saquaremas votou contra o projeto de lei. Paraná foi bem sucedido porque, como fundador e líder do Partido Conservador, ele "tinha um carisma enorme e uma clientela ampla na Câmara" e "poderia (e pode) dispensar poder, prestígio e clientelismo". Alguns saquaremas votaram a favor por medo, temendo que o imperador poderia voltar aos Liberais caso o gabinete caísse, resultando em uma nova perda de cargos por todo o país. Por outro lado, os Liberais apoiaram as reformas como meios de enfraquecer ainda mais o dividido Partido Conservador.
A reforma eleitoral deu a Paraná domínio indiscutível sobre o gabinete e o parlamento. Por volta de setembro de 1855, com a exceção de Pedro II, Paraná havia se tornado a figura mais proeminente do império. Ele foi apelidado por seus inimigos de "El Rei Honório". Todavia, ele não viveu muito para aproveitar sua supremacia. Paraná foi furioso responder a um discurso ofensivo feito por Pedro de Araújo Lima, Marquês de Olinda (último regente antes do Golpe da Maioridade) no final de agosto de 1856. Ele desmaiou e caiu no chão pálido enquanto falava. Sua condição piorou enquanto os dias passavam. Paraná morreu às 7h15min do dia 3 de setembro de 1856. Em um delírio causado pela febre, ele acreditava ainda estar discursando contra Olinda. Suas últimas palavras foram: "Ceticismo ... o nobre senador ... pátria ... liberdade". A causa exata da sua morte nunca foi estabelecida. Os médicos não concordavam se a doença era consequência de hepatite, pneumonia, doença nos rins, pulmões, intestino ou outra coisa.
Pedro II lamentou a morte de Paraná, dizendo que "não vejo outro que tenha a energia de que era dotado o defunto Marquês, reunindo a esta talentos pouco comuns ainda que mal cultivados". Sua morte teve um impacto profundo no governo e no povo brasileiro. Foi honrado com uma grande procissão fúnebre com a presença de enorme multidão, então um evento raro no Brasil. Seu corpo foi enterrado no Cemitério de São João Batista na cidade do Rio de Janeiro.

## Legado
Paraná viu tanto seus principais rivais, Aureliano Coutinho e Feijó, quanto seus respectivos partidos caírem no esquecimento enquanto ele próprio ascendia. Eusébio de Queirós, seu principal rival dentro do Partido Conservador, tentou juntar os saquaremas contra os projetos dele, porém falhou. Eusébio de Queirós e Paraná levaram suas disputas de poder durante debates no senado e no final o segundo saiu vitorioso. Seu sucesso foi às custas de um partido cada vez mais dividido e enfraquecido. Tão sérias quanto foram as consequências da Lei dos Círculos. Em teoria, suas iniciativas para reformas judiciais e eleitorais garantiriam eleições mais justas, já que tentavam reduzir a influência corruptora dos partidos políticos. Entretanto, na prática aconteceu o contrário; manipulação pelos partidos foi meramente substituída por uma interferência maior do gabinete. Paraná provavelmente sabia que a reforma naquela configuração possivelmente causaria mais mal do que bem, já que ela lhe dava um controle sem precedentes sobre a política nacional. De acordo com Needell, "Paraná poderia muito bem ter visto o gabinete e sua vitória como sua reivindicação pessoal diante seus rivais de partido e seu monarca, seu triunfo político após a dispensa de 1844 e a posição secundária e o desrespeito pelos saquaremas em 1850".
Desde sua morte, Paraná tem sido muito elogiado por historiadores e outros por suas realizações políticas, apesar das consequências negativas de sua reforma eleitoral terem geralmente sido ignoradas até recentemente. Esse descuido pode ser visto nas obras de muitos escritores e historiadores renomados. O escritor e político conservador José de Alencar chamou Paraná de "estadista distinto". O escritor Joaquim Manuel de Macedo disse que "marquês do Paraná foi um político bem preparado às grandes crises do Estado, e a um tempo de conflitos políticos dos mais difíceis e controversos". Joaquim Nabuco, que o via como um estadista, resumiu sua personalidade como "homem feito não apenas para dominar, mas também para liderar". José Paranhos Júnior, Barão do Rio Branco, considerava-o "estadista ilustre". Euclides da Cunha também o chamava de estadista e o rotulou como "grande homem" que "demarcou um trecho decisivo na nossa História Constitucional".
Muitos historiadores elogiaram Paraná. Maurílio de Gouveia o considerou como "estadista que entrou para a posteridade como exemplo de tenacidade, energia, patriotismo e honra". Para Heitor Lira, Paraná foi "um dos pilares responsáveis pela estabilidade política do reinado de Pedro II". E "sua política de conciliação encerrou um período de revoltas, e levou ao surgimento de uma nova geração de políticos monarquistas criados 'na escola de tolerância, respeito mútuo e interesse público'", produzindo assim o "ambiente constitucional onde dois grandes partidos da monarquia se revezariam [no poder] sem se excluírem um ao outro". Fernando da Cruz Gouvêa o chamou de "estadista autêntico". Aldo Janotti considerou Paraná e Vasconcelos como os responsáveis por MANTER A UNIDADE BRASILEIRA E IMPEDIR SEU DESMEMBRAMENTO TERRITORIAL. Ele foi um "grande estadista" de acordo com Hermes Vieira. "De todos os políticos do Brasil Imperial", escreveu Hélio Viana, "Honório Hermeto Carneiro Leão, Marquês de Paraná, é aquele que merece ser chamado de estadista". Por fim, Ronaldo Vainfas o considerou como o maior estadista da história imperial brasileira.

## Títulos e honras

Brasão do Marquês do Paraná: os brasões enquartelados de Neto (I e IV) e Carneiro (II e III). Seu lema era Cor Unum Via Una (Um Coração, Um Caminho).

### Títulos
- 26 de junho de 1852: Visconde do Paraná (com Grandeza)[167]
- 2 de dezembro de 1854: Marquês do Paraná[172]

### Honras
- 10 de agosto de 1841: Oficial da Imperial Ordem do Cruzeiro do Sul[173]
- 18 de março de 1851: Grã-Cruz da Imperial Ordem de Nosso Senhor Jesus Cristo[173]
- 26 de janeiro de 1856: Grã-Cruz da Ordem de Nossa Senhora da Conceição de Vila Viçosa[173]
- Grã-Cruz da Ordem da Águia Branca[173]
- Oficial da Imperial Ordem da Rosa[138]

### Outros
- Membro do Conselho de Estado[84]
- Membro do Instituto Histórico e Geográfico Brasileiro[138]
- Provedor da Santa Casa de Misericórdia do Rio de Janeiro[174]